# 竹林院
竹林院；（？ - 慶安2年5月18日（1649年6月27日）），是日本安土桃山時代至江戶時代初期的女性。大谷吉繼的女兒。真田信繁的正室。

## 生平
豐臣家家臣大谷吉繼之女，母親身份不詳，其真實姓名亦無從考證。
據說在文祿三年（1594年）至天正年間嫁給真田信繁。信繁當時作為真田家的質子被送往豐臣秀吉處，這段婚姻被認為是秀吉主導的政治聯姻，旨在通過吉繼的關係鞏固真田家在豐臣政權中的地位。
慶長五年（1600年），由於父親大谷吉繼與丈夫真田信繁在關原之戰中支持西軍，她與信繁的父親真田昌幸的正室山手殿一同受到吉繼的保護。戰敗後，她隨同信繁被流放至九度山（現和歌山縣九度山町）。在高野山的生活極為艱苦，她利用上田地方的撚線綢（繭紬，、信州紬）技術（即上田紬、信州紬）設計出「真田紐」，並讓家臣販售以維持生計。儘管德川方面的監視十分嚴密，她仍在九度山生下了長子真田幸昌和次子真田守信，並收養了其他側室的孩子，家庭生活顯得相對和睦。
慶長十九年（1614年），她隨丈夫參加大坂冬之陣，進入大坂城。次年（1615年）5月7日，在大坂夏之陣中，信繁戰死後，她帶著子女從大坂城逃出。然而，5月19日，她與女兒栗子（あくり）及三名武士在紀伊國伊都郡被淺野長晟發現，並於次日（5月20日）被引渡至京都的德川家康處。信繁從豐臣秀賴處獲得的脇差與57枚黃金被沒收並賞賜給淺野長晟，但她本人則獲得赦免並剃髮。此後，她受石川貞清的保護，在京都度過了晚年。
她於慶安二年（1649年）5月18日在京都去世，法號為竹林院殿梅溪永春大姉。其墓位於妙心寺大珠院（龍安寺境內）。

## 戲劇改編
- 真田太平記 - 1985年、NHK新大型時代劇（演・中村久美）
- 家康最恐懼的男人 真田幸村 - 1998年、テレビ東京・12小時超級電視劇（演・水島かおり。名稱改為「つぎ」）
- 戰國英雄傳說 新釋 真田十勇士 - 2005年、WOWOW（演・大原さやか）
- 真田丸 - 2016年、NHK大河劇（演・松岡茉優）